# Jean-Christophe Boullion
Jean-Christophe Boullion (Saint-Brieuc, Francia, 27 de diciembre de 1969) es un piloto de automovilismo que corrió en la temporada 1995 de Fórmula 1 para Sauber.
Empezó en el karting en 1982 y se pasó a los automóviles en 1988 después de ir a una escuela de pilotos a las afueras de París. Empezó pilotando en Fórmula Ford 1600 en 1989. El año siguiente ganó el título de Francia y se pasó a la Fórmula 3. En el año 1993 entró en una categoría ya más superior como era la Fórmula 3000 y ganó el campeonato en 1994. Aunque firmó para ser piloto de pruebas del equipo Williams, fue traspasado al equipo Sauber para reemplazar a Karl Wendlinger durante la mayoría de la temporada de 1995, consiguiendo puntos dos veces pero lejos de su compañero de equipo Heinz-Harald Frentzen. Al año siguiente volvió a su rol de probador en el equipo Williams, y después se pasó a probador del equipo Tyrrell.
En 1996 pilotó brevemente en la Renault Spider Eurocup. Pilotó un Renault Laguna para el equipo Williams en el Campeonato Británico de Turismos de 1999, adquiriendo el sobrenombre de "JCB" por parte del comentarista Charlie Cox. En 2000 volvió a los automóviles deportivos con algunos éxitos, para después correr varias veces en las 24 Horas de Le Mans. Consiguió un tercer puesto en la edición 2007 de dicha prueba junto con Emmanuel Collard y Romain Dumas para el equipo Pescarolo Sport.

## Resultados

### Fórmula 1
| Año  | Escudería            | 1   | 2   | 3   | 4   | 5     | 6       | 7       | 8     | 9     | 10     | 11     | 12    | 13     | 14      | 15      | 16  | 17  | Pos. | Puntos |
| ---- | -------------------- | --- | --- | --- | --- | ----- | ------- | ------- | ----- | ----- | ------ | ------ | ----- | ------ | ------- | ------- | --- | --- | ---- | ------ |
| 1995 | Red Bull Sauber Ford | BRA | ARG | SMR | ESP | MON 8 | CAN Ret | FRA Ret | GBR 9 | GER 5 | HUN 10 | BEL 11 | ITA 6 | POR 12 | EUR Ret | PAC Ret | JPN | AUS | 16.º | 3      |

### Campeonato Mundial de Resistencia de la FIA
(Clave) (negrita indica pole position) (cursiva indica vuelta rápida)

| Año  | Escudería      | Clase | Automóvil         | 1   | 2   | 3   | 4   | 5   | 6   | 7   | 8   | Pos. | Puntos | Ref.  |
| ---- | -------------- | ----- | ----------------- | --- | --- | --- | --- | --- | --- | --- | --- | ---- | ------ | ----- |
| 2012 | Pescarolo Team | LMP1  | Pescarolo 01-Judd | SEB | SPA | LMS | SIL | SÃO | BHR | FUJ | SHA | 28.º | 10     | [ 1 ] |
| 2012 | Pescarolo Team | LMP1  | Pescarolo 01-Judd | 5   |     | DNP |     |     |     |     |     | 28.º | 10     | [ 1 ] |

| Predecesor: Olivier Panis | Campeón de Fórmula 3000 Internacional 1994 | Sucesor: Vincenzo Sospiri |